# Município de St. Marys (condado de Auglaize, Ohio)
O município de St. Marys (em inglês: St. Marys Township) é um município localizado no condado de Auglaize no estado estadounidense de Ohio. No ano de 2010 tinha uma população de 11.015 habitantes e uma densidade populacional de 115,17 pessoas por km².

## Geografia
O município de St. Marys encontra-se localizado nas coordenadas 40° 30′ 59″ N, 84° 24′ 11″ O. Segundo a Departamento do Censo dos Estados Unidos, o município tem uma superfície total de 95.64 km², da qual 95.45 km² correspondem a terra firme e (0.2%) 0.19 km² é água.

## Demografia
Segundo o censo de 2010, tinha 11.015 habitantes residindo no município de St. Marys. A densidade populacional era de 115,17 hab./km². Dos 11.015 habitantes, o município de St. Marys estava composto pelo 97.06% brancos, o 0.34% eram afroamericanos, o 0.15% eram amerindios, o 0.6% eram asiáticos, o 0.11% eram insulares do Pacífico, o 0.41% eram de outras raças e o 1.33% pertenciam a duas ou mais raças. Do total da população o 1.23% eram hispanos ou latinos de qualquer raça.